# Civray (Cher)
Civray is een gemeente in het Franse departement Cher (regio Centre-Val de Loire). De plaats maakt deel uit van het arrondissement Bourges. Civray telde op 1 januari 2022 918 inwoners.

## Geografie
De oppervlakte van Civray bedroeg op 1 januari 2022 40,87 vierkante kilometer; de bevolkingsdichtheid was toen 22,5 inwoners per km².
De onderstaande kaart toont de ligging van Civray met de belangrijkste infrastructuur en aangrenzende gemeenten.

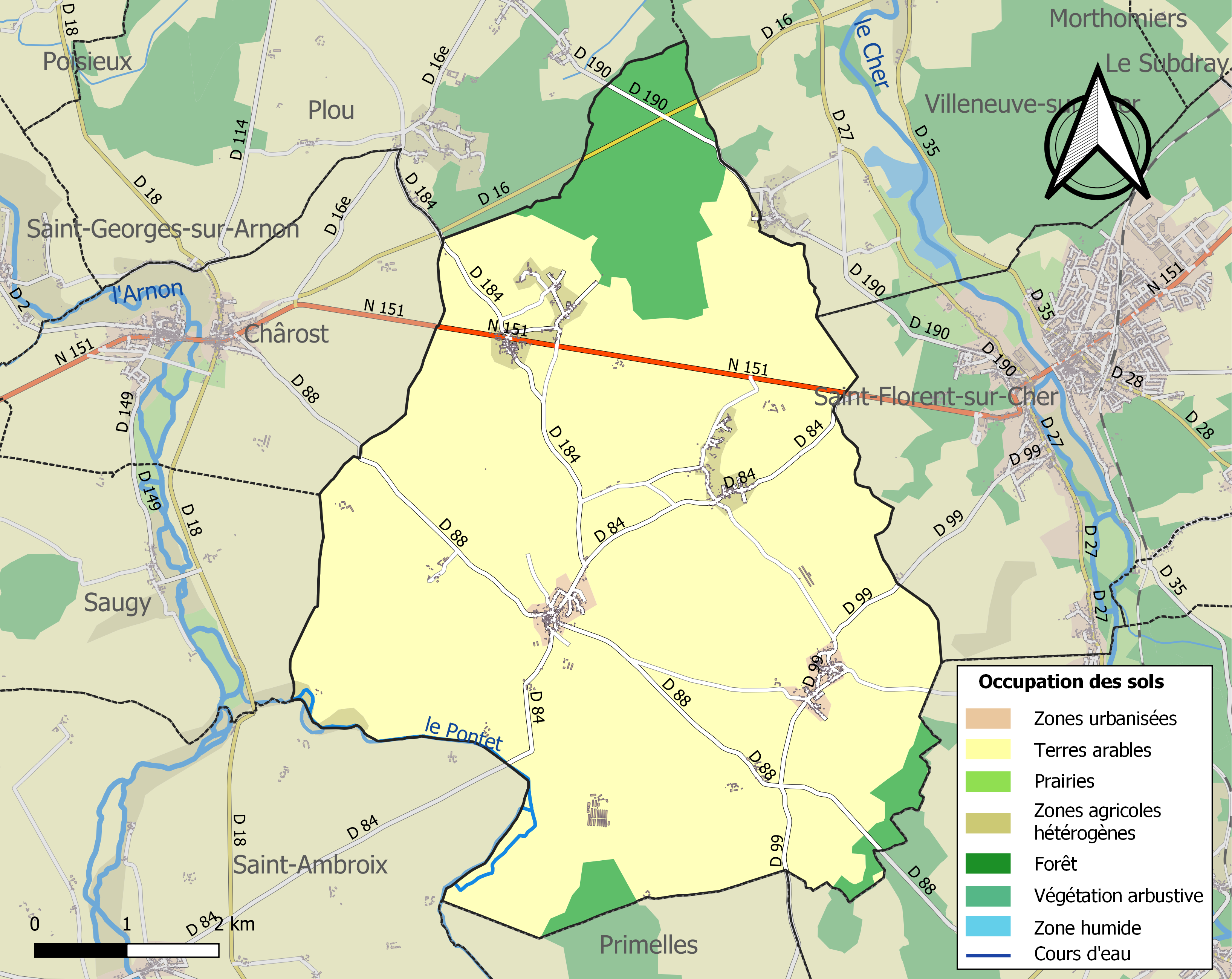

## Demografie
Onderstaande figuur toont het verloop van het inwonertal (bron: INSEE-tellingen).